# Elnathan Heizmann
Elnathan Heizmann (Haifa, 17 de febrer de 1982) va ser un ciclista alemany que fou professional del 2005 al 2007.

## Palmarès
- 2006
  - 1r a la Volta a Düren